# プラチナ文庫
プラチナ文庫（プラチナぶんこ）は、2003年3月10日にフランス書院内のプランタン出版より創刊されたボーイズラブ系小説レーベル。2019年8月8日に休刊。
姉妹レーベルに2009年4月10日から2010年3月10日にかけてプラチナ文庫アリス、2009年11月10日にプラチナ文庫 艶も刊行されていた。
また、同じくプランタン出版より出版されているボーイズラブ系小説レーベルにラピス文庫がある。ラピス文庫よりも上の年齢のボーイズラブを内容としている。

## 主な作品一覧

### あ行
- 愛犬シリーズ（宮緒葵/兼守美行）（全3巻）
- 愛人（あさひ木葉/樹要）
- 愛を乞い、恋を奏でる（葵居ゆゆ/ミドリノエバ）
- 飛鳥沢シリーズ（バーバラ片桐/明神翼）（全4巻）
- あなたのものにしてください（夕映月子/秋吉しま）
- アメジストの瞳に囚われて（ふゆの仁子/片岡ケイコ）
- 或る猫と博士の話。（成瀬かの/駒城ミチヲ）
- 医者と花屋シリーズ（椹野道流/黒沢要）（全4巻＋4巻）
- おいしいメイドの育て方シリーズ（森本あき/樹要）
- 幼なじみは、ケダモノな策略家（森本あき/南国ばなな）
- 堕ちるまでシリーズ（響かつら/史堂櫂）（全2巻）
- 〜おっぱぶクラウン〜 王様の遊戯場（栗城偲/香坂あきほ）

### か行
- 顔がない旅人（水無月さらら/椛嶋リラコ）
- 〜学園エンペラー〜（みさき志織/蔵王大志）（全4巻）
- 渇仰シリーズ（宮緒葵/梨とりこ）
- 可愛くて、どうしよう？（栗城偲/小嶋ララ子）
- 危険な残業手当（剛しいら/やまねあやの）
- 求愛の指先に囚われて 〜魔法ゲーム〜（鈴木あみ/宮下キツネ）
- 九曜会シリーズ（藤森ちひろ/稲荷家房之介）（全3巻）
- 黒い傷痕（丸木文華）　※プラチナ文庫 艶より刊行
- くろねこ屋歳時記（椹野道流/くも）
- 恋狐の契りシリーズ（渡海奈穂/兼守美行）（全2巻）
- 恋と服従のシナリオ（あすま理彩/樹要）
- 恋の名前シリーズ（鈴木あみ/唯月一）
- 皇帝と盗賊（神楽日夏/雪路凹子）
- 極道さん、治療中!?（永谷圓さくら/水名瀬雅良）
- この恋が終わるまで（いとう由貴/木下けい子）
- 今宵、眼鏡クラブへ。（秀香穂里/やまかみ梨由）

### さ行
- 執事候補生・七号（赤紫シノ/乃一ミクロ）
- 灼熱シリーズ（橘かおる/亜樹良のりかず）（全6巻）
- 呪禁師百鬼静シリーズ（小中大豆/yoshi）（全2巻）
- 修羅の華（水原とほる/高緒拾）
- 職員室のイジワルなプリンスシリーズ（水上ルイ/タカツキノボル）
- スイートホーム〜友情があって愛に成る〜（綺月陣/椎名ミドリ）
- 絶対無敵のロマンス（あべ悠里/葉倉舞）
- そして蝶は花と燃ゆ（犬飼のの/Ciel）
- その指さえも（崎谷はるひ/櫻井しゅしゅしゅ）
- 傍に在るなら犬のように（魔鬼砂夜花/大黒屋りんご）

### た行
- チャイナ・ノアール 憎しみの果て（弓月あや/みなみ遥）
- 帝国の花嫁〜身代わり王子の婚礼〜（秋山みち花/田倉トヲル）　※プラチナ文庫アリスより刊行
- Tastes differ.（七地寧/蓮川愛）（全2巻）
- 吐息まで罪の色（柊平ハルモ/笹生コーイチ）
- とけちゃうくらいに好きだと言って（氷高園子/環レン）
- 共喰い -αの策略-（秀香穂里/周防佑未）
- 囚われの恋人（あすま理彩/小路龍流）

### な行
- ナイショの恋はいじわる（仲唯由希/周防佑未）
- 熱砂の国の甘い罠（若月京子/明神翼）

### は行
- 伯爵様シリーズ（高月まつり/蔵王大志）
- バスルームでキスをして（鬼塚ツヤコ/樹要）
- 傍迷惑なロシアンブルー（妃川螢/史堂櫂）
- 覇狼王の后（宮緒葵/yoshi）（上下巻）
- 被虐の花嫁は純潔を誘う（西野花/宝井さき）
- 秘書のイケナイお仕事（森本あき/樹要）
- 白夜の愛鎖（加納邑/サマミヤアカザ）　※プラチナ文庫アリスより刊行
- 不機嫌なペット（桜井眞紀/樹要）
- ふしだらな駆け引き（伊郷ルウ/かすみ涼和）
- プリンスシリーズ（あすま理彩/かんべあきら）（全8巻）
- プリンスは悪魔の前に跪くか？（四谷シモーヌ/門地かおり）　※プラチナ文庫アリスより刊行
- Boxer the Molester 不純なまなざし（鬼塚ツヤコ/紺野けい子）
- 僕だけの騎士（愁堂れな/夢花季）

### ま行
- 魔女っ子サラリーマン（高将にぐん/さらちよみ）　※プラチナ文庫アリスより刊行
- まるで、灼熱のキス。Boxer the Molester（鬼塚ツヤコ/門地かおり）
- 真夜中クロニクル（凪良ゆう/yoco）
- 未完成（凪良ゆう/草間さかえ）
- みらくるのーとん〜５年目のはじまり〜（Tennenouji/斉藤伊里/由良）　※プラチナ文庫アリスより刊行

### や行
- 誘拐してみる？（あべ悠里/蓮見桃衣）
- 夢から醒めた恋人は（杏野朝水/鈴倉温）
- 吉原艶情（沙野風結子/北上れん）
- 夜が蘇るシリーズ（英田サキ/山田ユギ）（全3巻）

### ら行
- 楽園の花びら 花盗人のくちづけ（氷高園子/立石涼）
- ラブ・ブラッド（五百香ノエル/楡野ユキ）（全2巻）
- ラブマシーンになりたい（高月まつり/なばほ）
- ラブ・リミット〜この恋、期限つき!?〜（桜井眞紀/CJ Michalski）
- ラベンダー書院物語（樹生かなめ/白川七子）
- 恋愛仁義シリーズ （高月まつり/富士山ひょうた）（全3巻）
- 利息は甘いくちづけで（いおかいつき/嶋津裕）

### わ行
- 若君様のキケンな情事（あすま理彩/樹要）
- 若きフォーブの恋人（ゆりの菜櫻/高城たくみ）
- 和カフェ瑠璃庵の妖しな日常（牧山とも/den）
- わがまま王子シリーズ（清白ミユキ/明神翼）（全2巻）
- 私の愛しいお人形（成瀬かの/古澤エノ）